# 大町 (秋田市)
大町（おおまち）は秋田県秋田市にある地区。現行行政地名では大町一丁目から大町六丁目までの6町で構成される。郵便番号は010-0921。

## 概要
北は保戸野通町、北西は保戸野鉄砲町、西は旭北栄町・旭北寺町、南は旭南、東は旭川を挟んで南通亀の町・中通・千秋明徳町と接する。県内一の歓楽街・川反（かわばた、旧町名）を抱え、かつては秋田ニューシティが存在し、商業の核施設となっていた。
寛永年間（1624 - 1643年）に久保田城の外町（町人町）として、土崎の商人を強制移住させて成立した町であり、当初は新町と称していた。特定の商品を独占販売できる特権を有した家督町としての地位を確立して、両替商、諸上納役所も設置された。1886年（明治19年）には、川反四丁目から出火した俵屋大火が発生、最遠で寺内村まで飛火して、3,554戸焼失、17人死亡という惨事になった。

## 学校等
- 高等専修学校秋田クラーク高等学院

### 移転
- 秋田女子技芸学校

### 廃止
- 田中女学校
- 児玉女学院

## 施設
- 東海林太郎音楽館

## ギャラリー

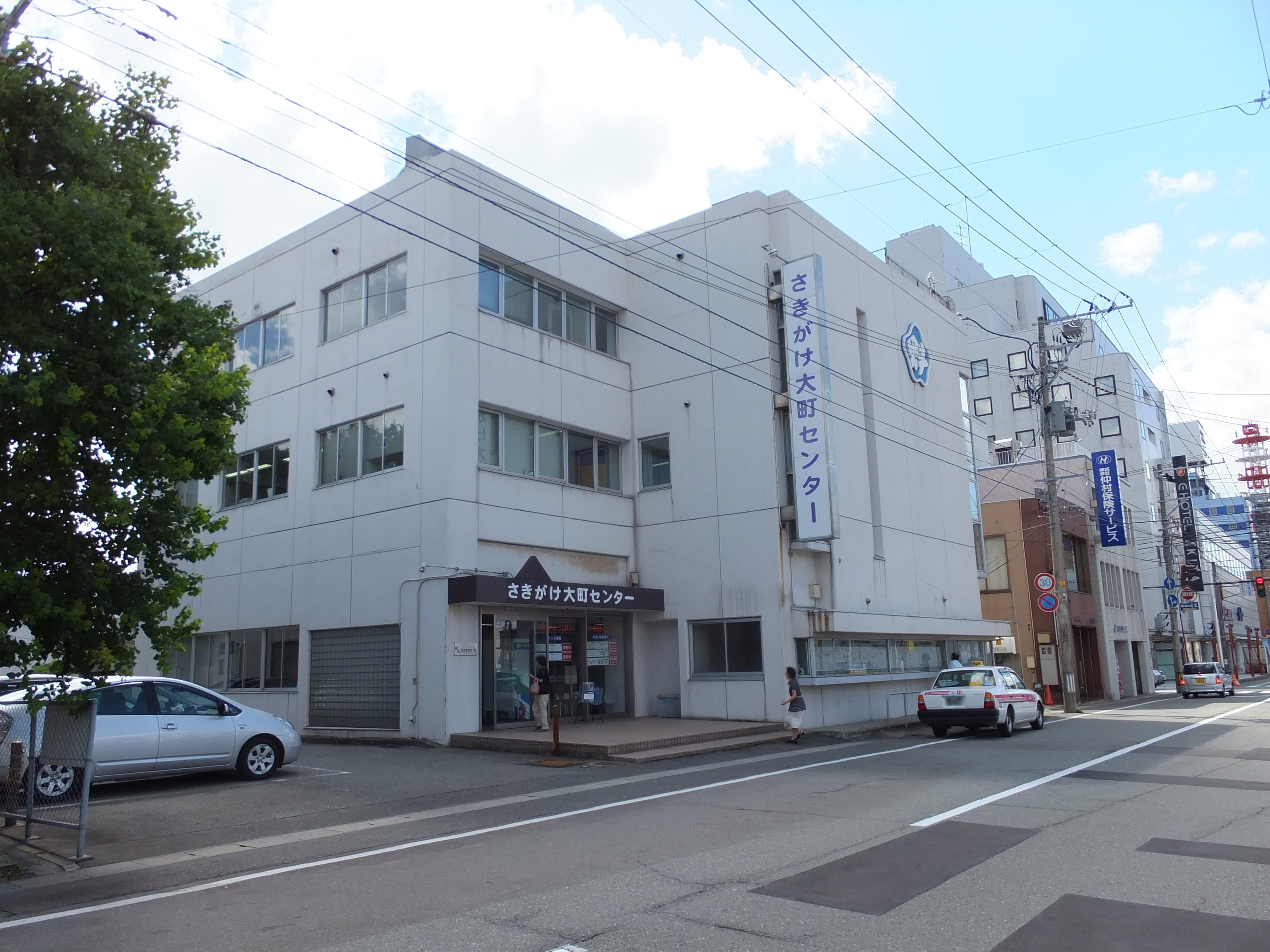
さきがけ大町センター
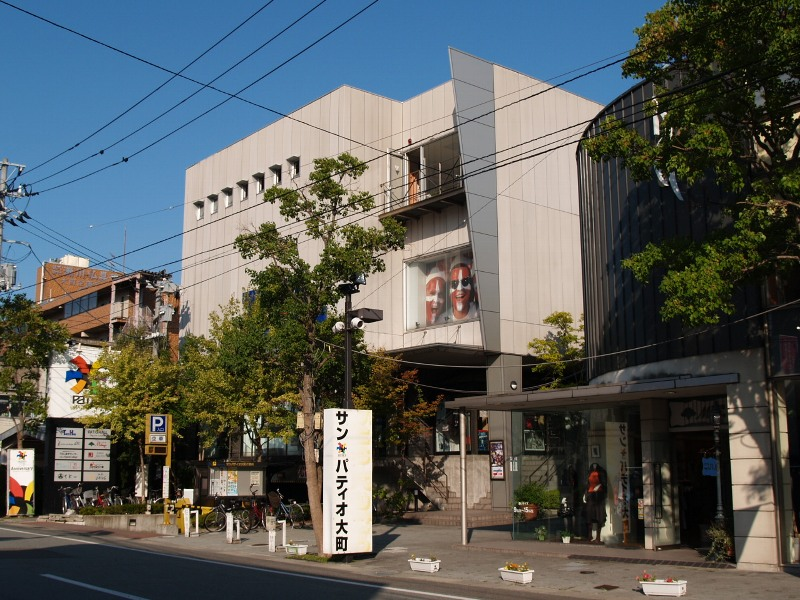
サン・パティオ大町
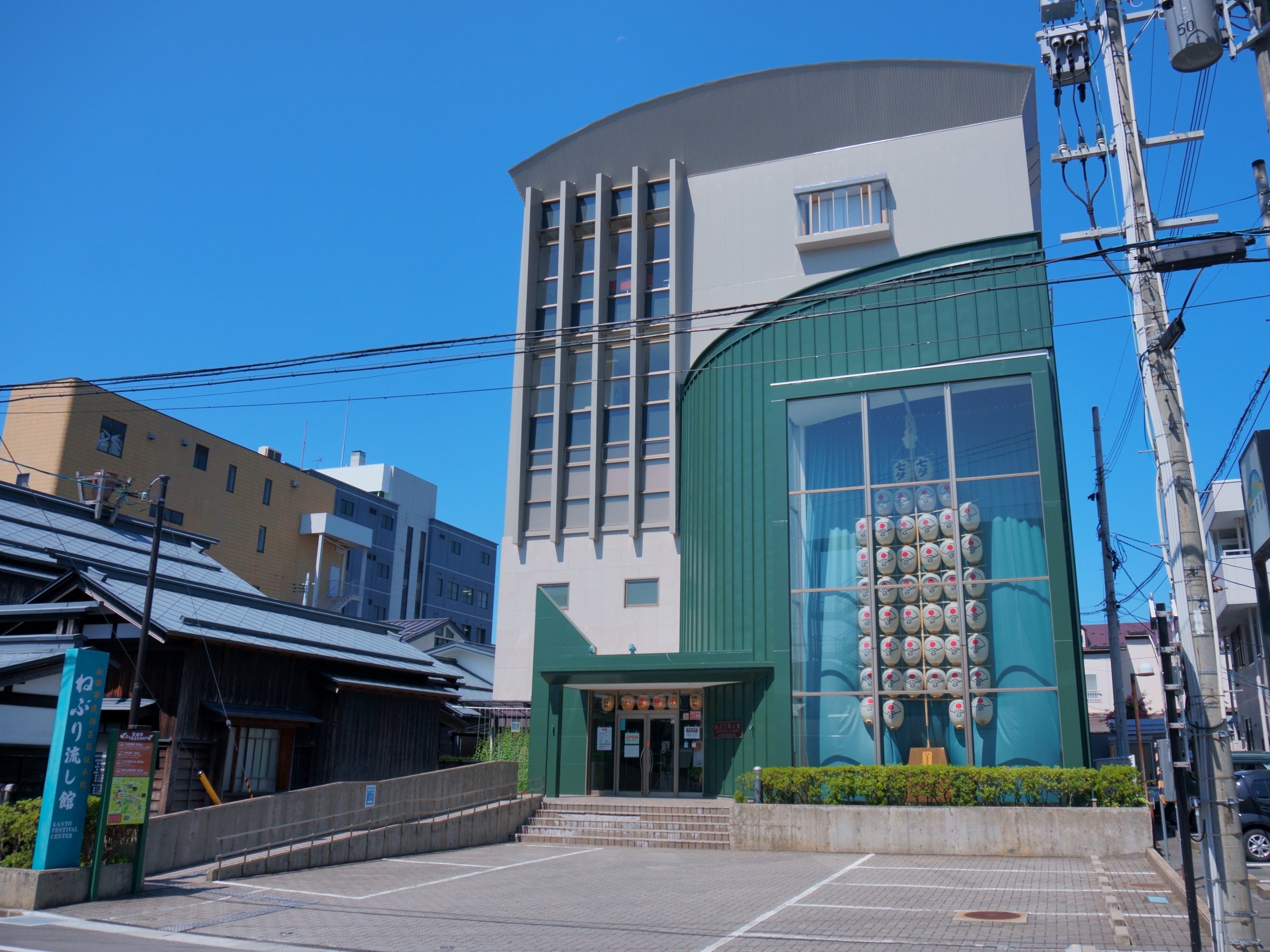
秋田市民俗芸能伝承館「ねぶり流し館」
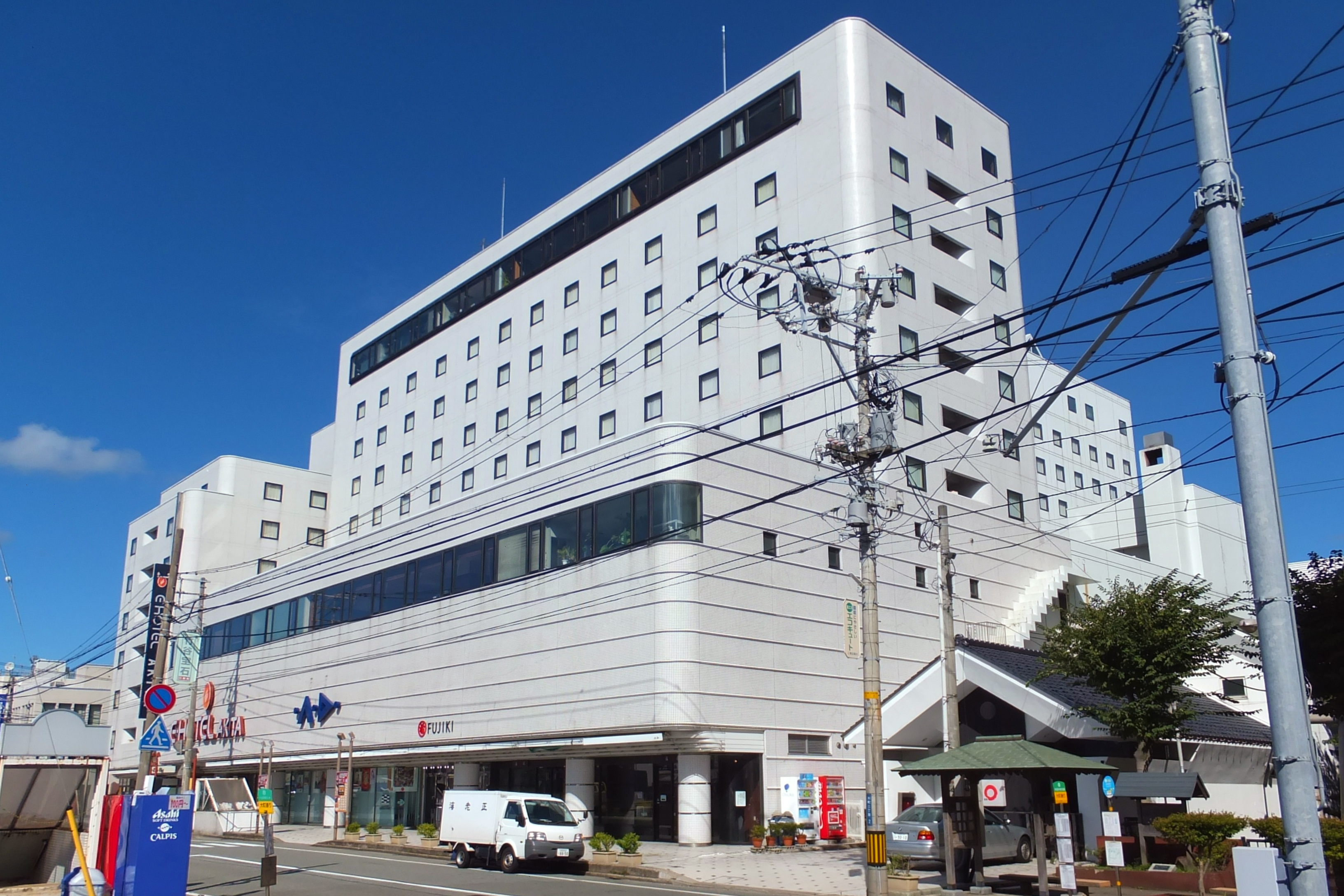
ホテルメルディア秋田・イーホテル秋田
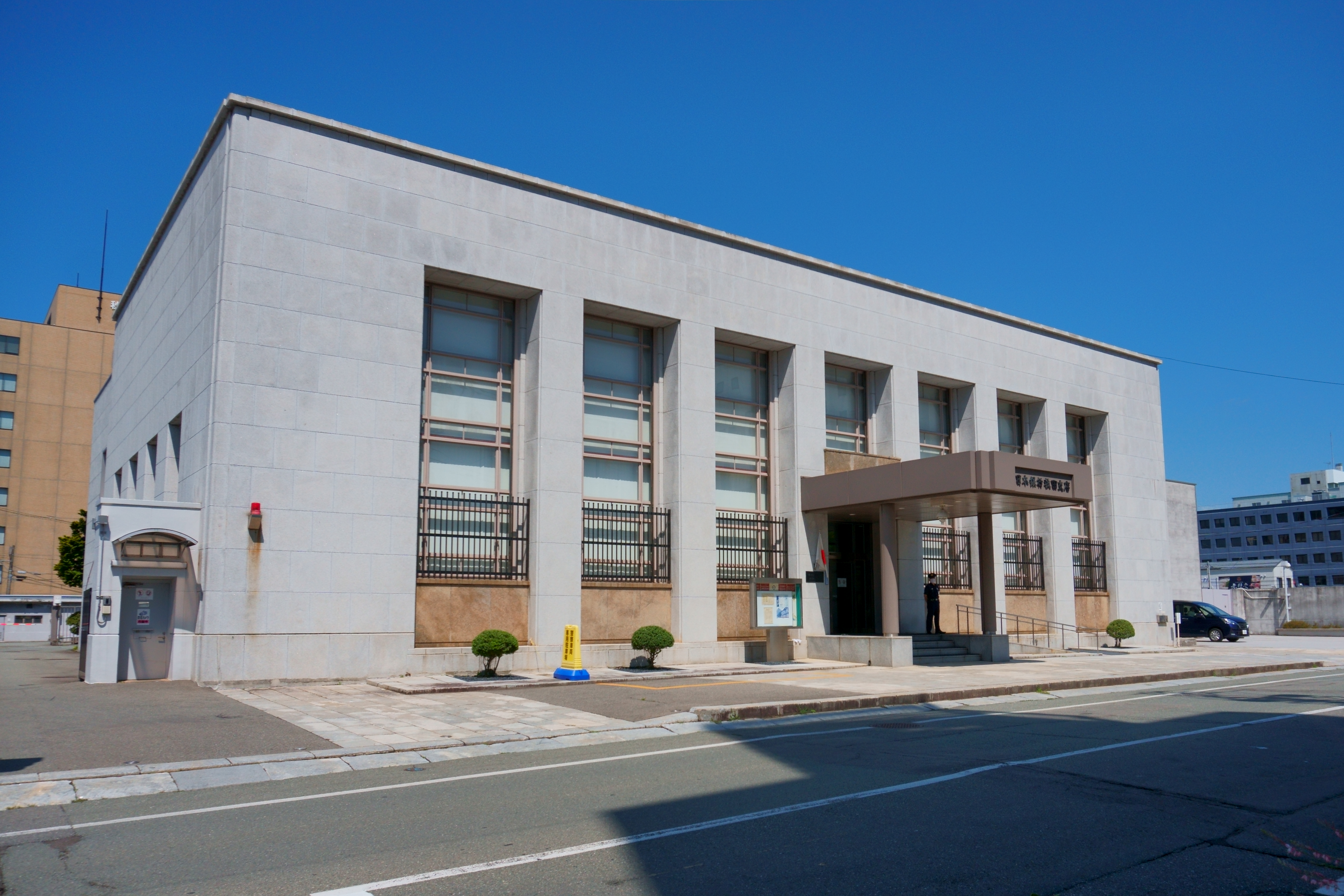
日本銀行秋田支店
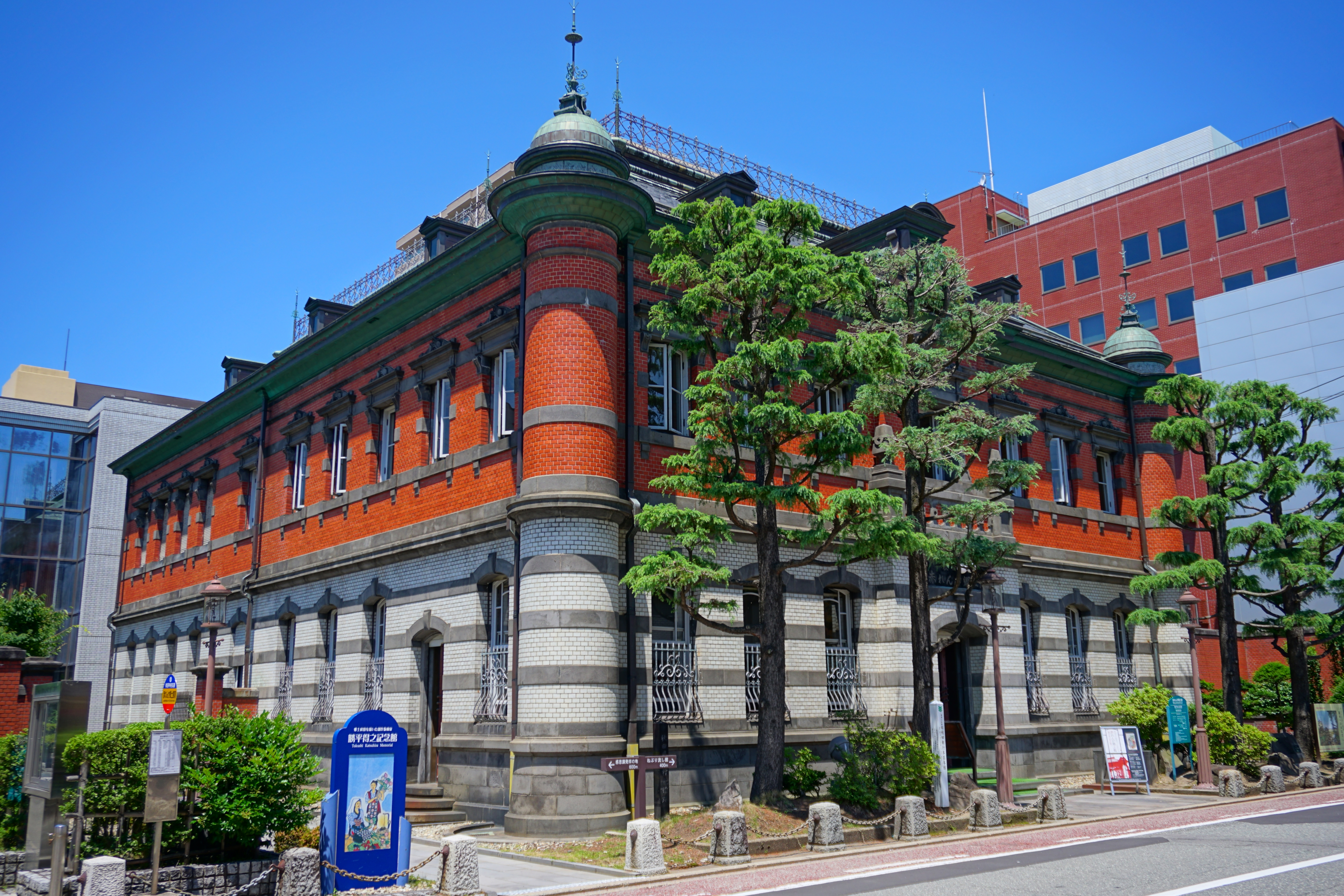
秋田市立赤れんが郷土館
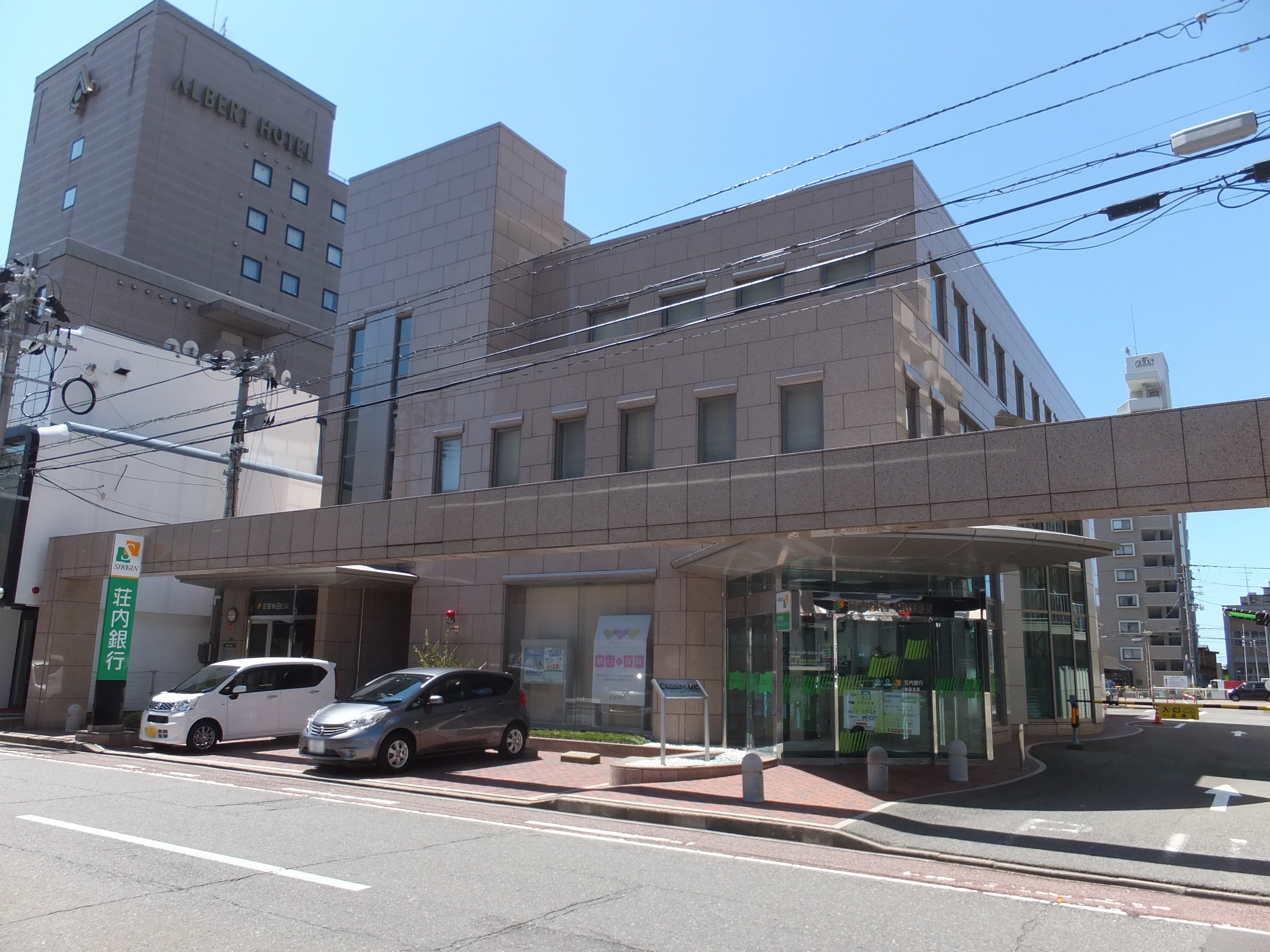
荘内銀行秋田支店旧店舗（現在は、秋田住宅流通センター大町店・不動産部などとして使用）
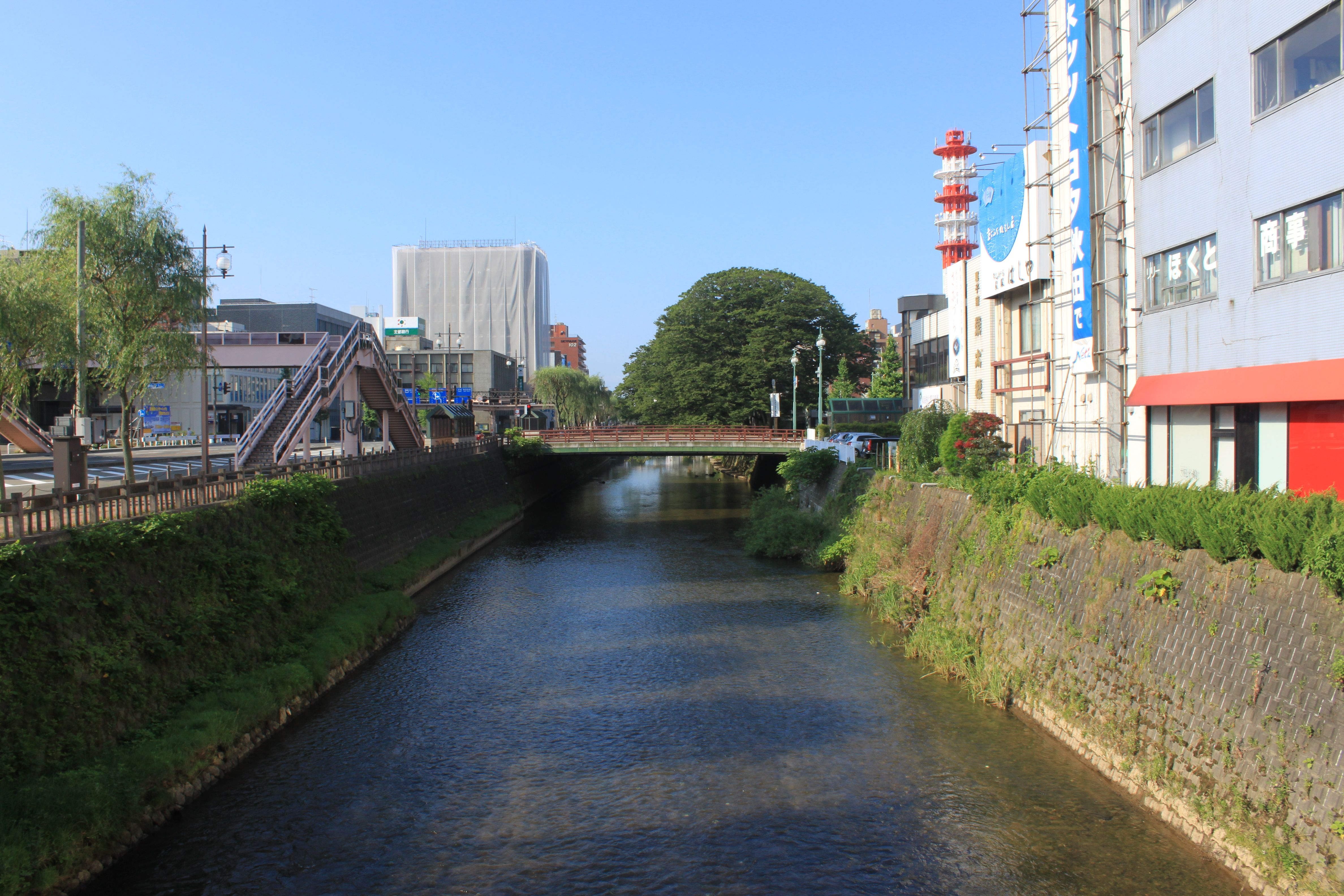
川反付近
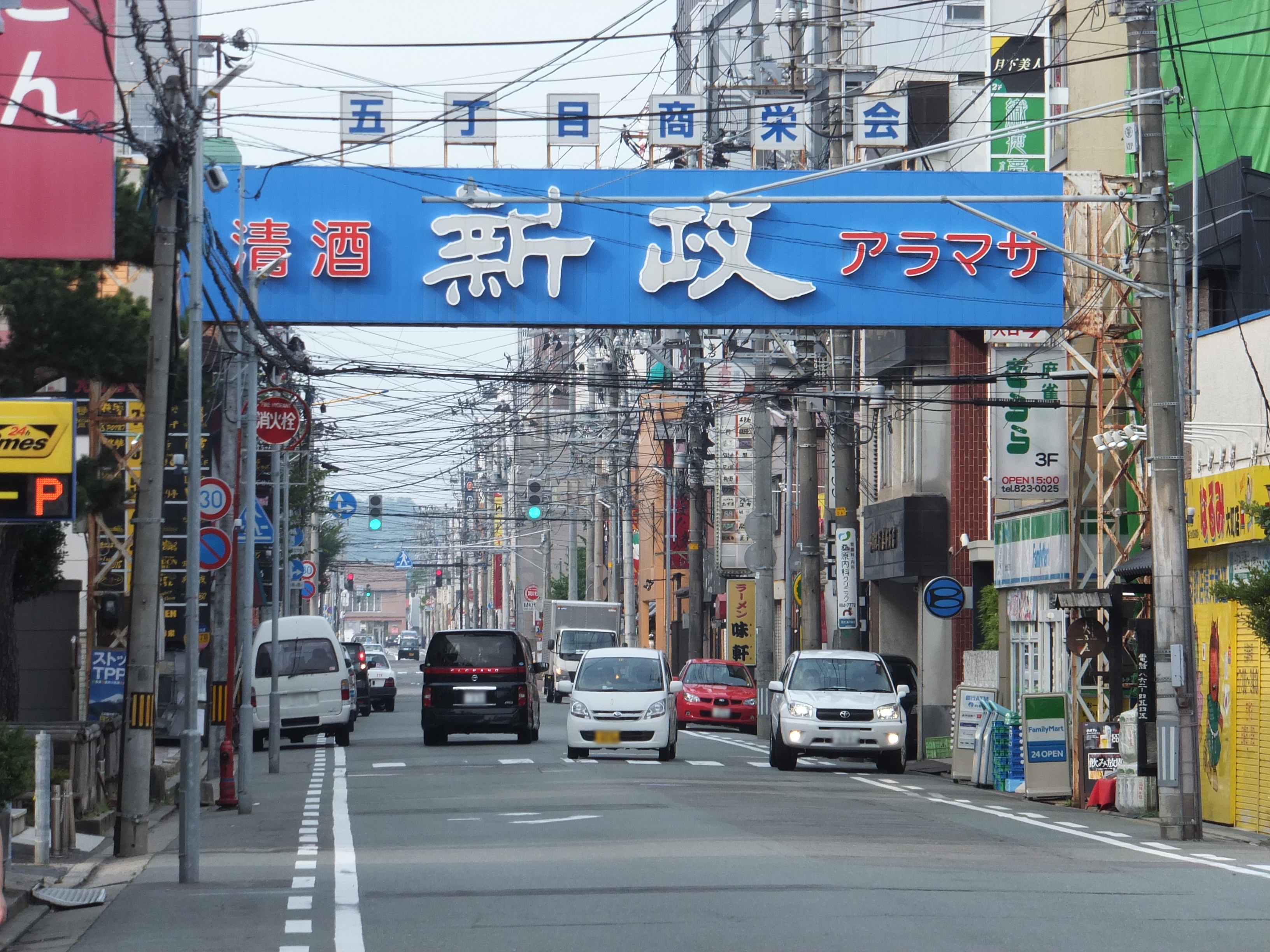
大町五丁目
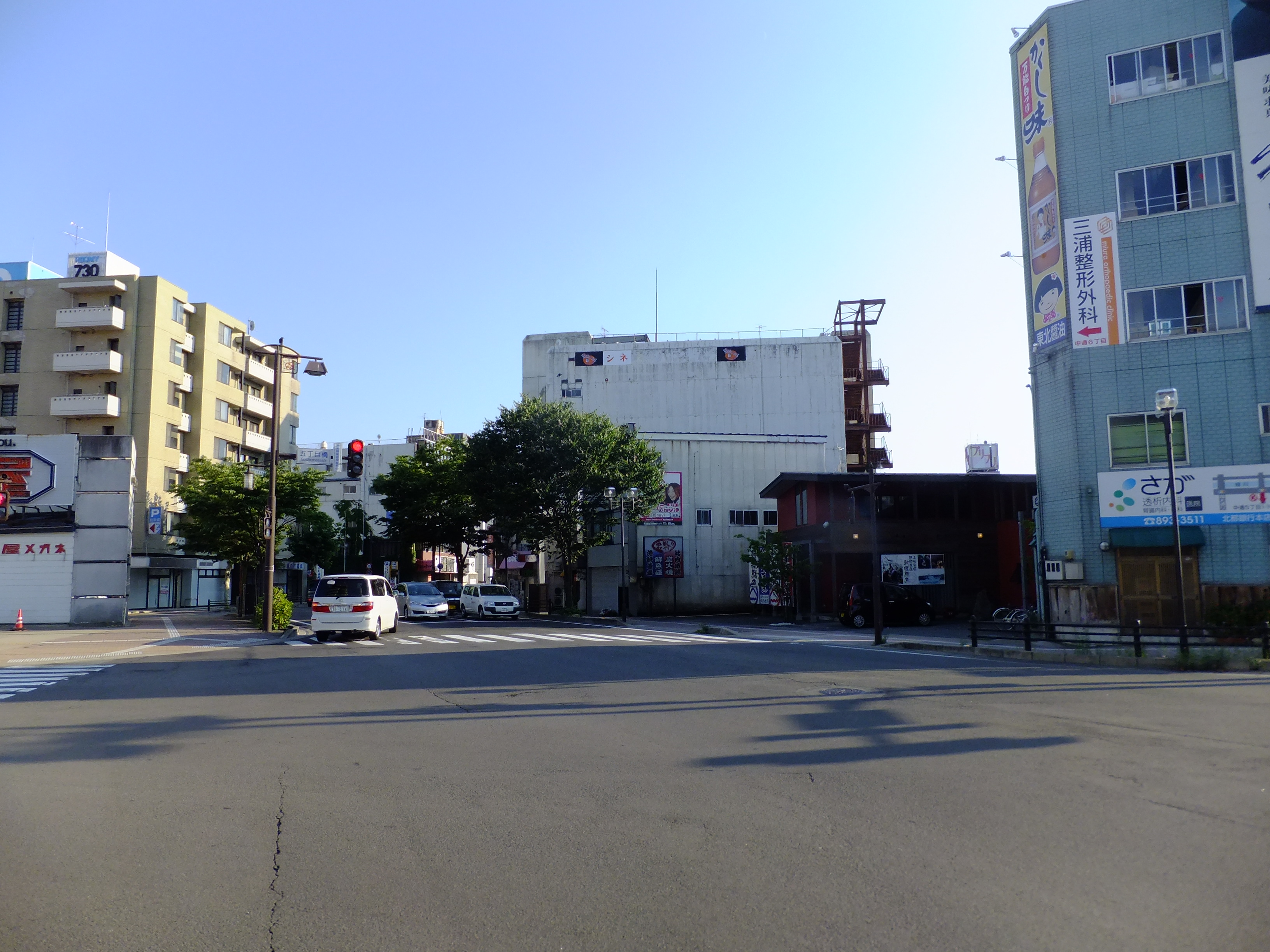
五丁目橋交差点
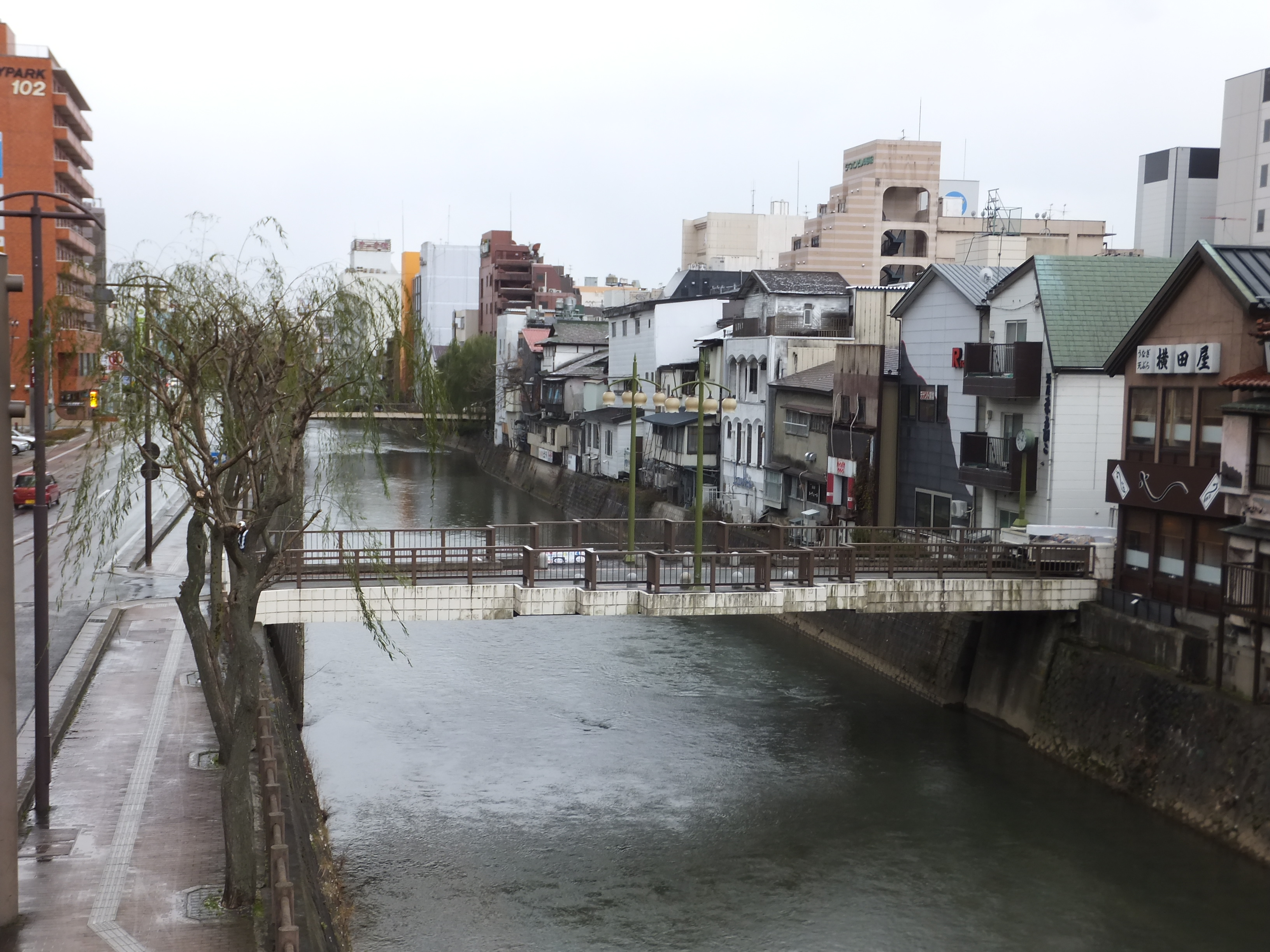
三丁目橋
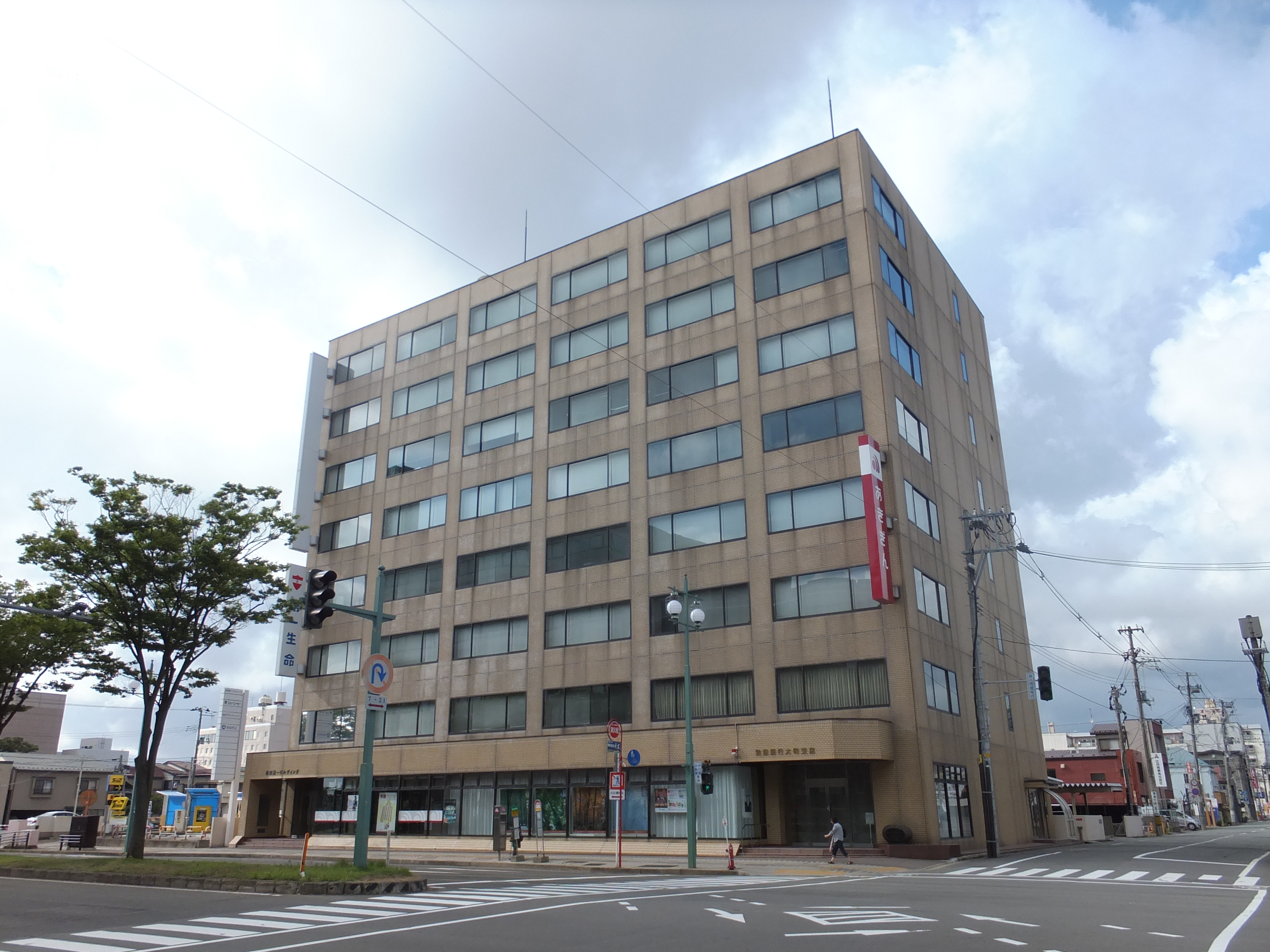
秋田第一ビルディング
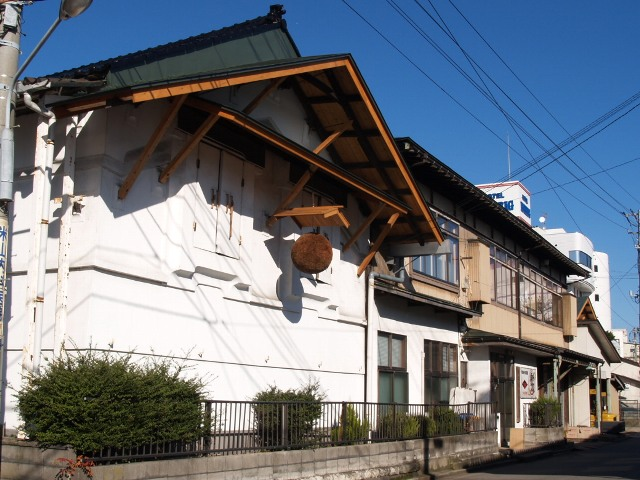
新政酒造本社

### 廃止された施設

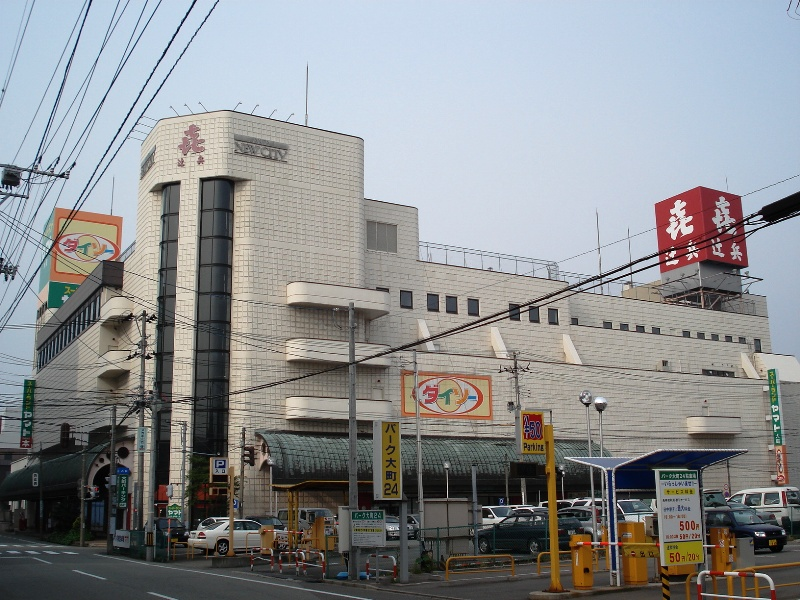
旧秋田ニューシティ

## 著名出身者
- 青江舜二郎 (劇作家)
- オリエ津阪 (俳優)
- 勝平得之 (版画家)
- 千蒲善五郎 (石油開発者)[5]
- 辻吟次郎 (実業家)
- 辻兵吉 (3代目) (実業家)
- 辻兵吉 (5代目) (実業家)
- 辻兵太郎 (実業家)
- 富樫総一 (労働官僚)
- 中山善三郎 (ジャーナリスト)
- 那波祐生 (感恩講創始者)
- 本間金之助 (3代目) (実業家)
- 吉川五明 (俳人)
- 鷲尾よし子 (婦人運動家)

## 著名居住者
- 辻兵吉 (2代目) (実業家)
- 成田直衛 (代議士)
- 本間金之助 (2代目) (実業家)